# Cardinalidae
Pour les articles homonymes, voir Cardinal.
Famille
Les Cardinalidae (ou Cardinalidés) sont une famille de passereaux dont la taxinomie est encore très incertaine.

## Description
Ce sont des oiseaux granivores qui vivent dans les forêts denses ou clairsemées d’Amérique du Nord et du Sud. La couleur du plumage est habituellement différente selon le sexe. La famille doit son nom à la couleur rouge du mâle de l'espèce type, le cardinal rouge (Cardinalis cardinalis), qui rappelle les vêtements rouges des cardinaux catholiques.

## Liste alphabétique des genres
- Amaurospiza (4 espèces)
- Cardinalis (3 espèces)
- Caryothraustes (2 espèces)
- Chlorothraupis (4 espèces)
- Cyanocompsa (3 espèces) selon COI (version6.4, 2016)
- Cyanoloxia (4 espèces)
- Driophlox (4 espèces)
- Granatellus (3 espèces)
- Habia (1 espèce)
- Passerina (7 espèces)
- Periporphyrus (2 espèces)
- Pheucticus (6 espèces)
- Piranga (11 espèces)
- Spiza (1 espèce)

## Liste des espèces
D'après la classification de référence (version 5.2, 2015) du Congrès ornithologique international (ordre phylogénique) :